# Перекладач жестової мови

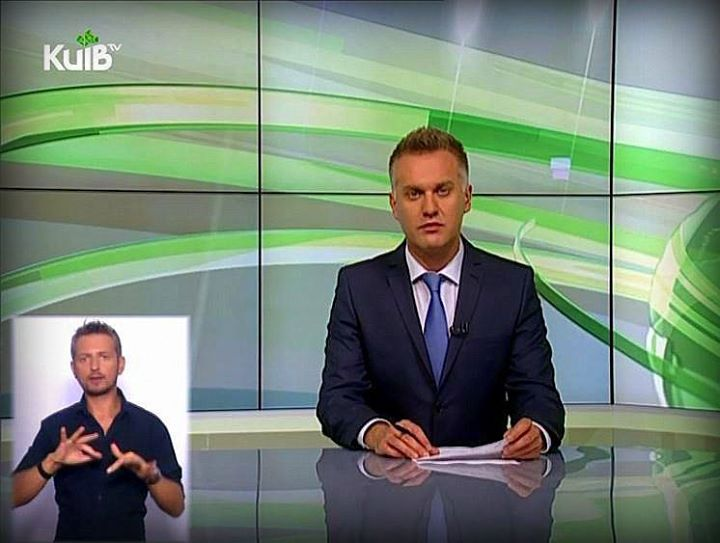
Перекладач жестової мови телеканалу «Київ» Ігор Бондаренко

Переклада́ч же́стової мо́ви (англ. sign language interpreter, інші назви професії — перекладач-дактилолог, сурдоперекладач) — проміжна ланка в комунікації чуючих та глухих осіб, фахівець, котрий здійснює переклад між словесною мовою та жестовою мовою в прямому та зворотному напрямках, що включає в себе як усний (синхронний, послідовний), так і письмовий переклади.
Відповідно до Класифікатора професій ДК 003:2010 Національного класифікатора України професійна назва роботи «перекладач-дактилолог» віднесена до класифікаційного угруповання «2444 Професіонали в галузі філології, лінгвістики та перекладів»; «перекладач-дактилолог навчальних закладів» — до класифікаційного угруповання «2340 Вчителі спеціалізованих навчальних закладів»; «перекладач жестової мови» — до класифікаційного угруповання «5133 Працівники, що надають індивідуальні послуги на дому, в організаціях соціального обслуговування».
У чинному українському законодавстві діяльність перекладачів жестової мови регламентується:
- Конвенцією ООН про права осіб із інвалідністю (ст. 9),
- Законом України «Про основи соціальної захищеності інвалідів в Україні» (ст. 23,35),
- Законом України «Про реабілітацію інвалідів в Україні» (ст. 30),
- Кримінальним процесуальним, Цивільним процесуальним, Кримінальним кодексами України та Кодексом адміністративного судочинства України та іншими нормативно-правовими актами.

## Історія
Історія перекладу жестової мови в Україні сягає кінця ХІХ — початку ХХ століття, коли почали формуватися перші об'єднання та клуби за інтересами серед глухих. Роль перекладачів для глухих в ті часи виконували слабкочуючі, діти глухих батьків або близькі родичі осіб із порушеннями слуху.
Зі створенням в 1934 році Українського товариства глухих, розвитком власної виробничої сфери УТОГ, залученням глухих до професійно-технічної освіти та промислового виробництва, інструктори по роботі з глухими почали виконувати роль перекладачів задля вирішення навчальних та виробничих питань. В цей час до лав перекладачів почали входити й особи, що не мали порушень слуху та родинних зв'язків із глухими.

## Підготовка
У радянські часи підготовка перекладачів жестової мови здійснювалася в трьох основних навчальних центрах — в Ленінграді, Москві та Києві. Правонаступником Республіканської курсової бази УТОГ (м. Київ) став Навчально-відновлювальний центр УТОГ (НВЦ УТОГ).
Від 2010 року підготовку та підвищення кваліфікації спеціалістів за професією «Перекладач жестової мови» здійснює НВЦ УТОГ вже за ліцензією Міністерства освіти та науки України. Термін навчання — від 1 (підвищення кваліфікації) до 4 (первинна підготовка) місяців. По закінченні навчання в разі успішного складання іспиту видається свідоцтво державного зразка.

## Сфери діяльності
Діяльність перекладачів жестової мови не обмежується певними визначеними сферами, адже їхні послуги можуть знадобитися в будь-який час, де цього потребуватиме глуха або чуюча особа задля якісної обопільної мовної комунікації. Серед основних сфер можна виділити наступні: соціальна, адміністративна, юридична, освітня та інформаційна.

### Соціальна
Більшість перекладачів жестової мови надають послуги перекладу глухим у закладах охорони здоров'я, соціального та пенсійного забезпечення.

### Адміністративна
Здебільшого це перекладачі, котрі працюють в апараті Центрального правління, Київській, Кримській автономно-республіканській, обласних та територіальних організаціях Українського товариства глухих, а також на підприємствах УТОГ задля забезпечення якісного адміністрування громадської організації та налагодження тісних зв'язків організацій та підприємств УТОГ із органами державної влади та місцевого самоврядування.

### Юридична
Так звані «юридичні» або «судові» перекладачі жестової мови — особлива категорія представників цієї професії, адже окрім вимог до високого рівня компетентності та неухильного дотримання кодексу професійної етики, вони несуть підвищену, інколи навіть і кримінальну відповідальність за виконання своєї роботи.

### Освітня
Із середини ХХ століття, із початком залучення глухих до отримання ними професійно-технічної, середньо-спеціальної та вищої освіти, в навчальних закладах почали працювати перекладачі жестової мови в спеціальних групах глухих задля забезпечення їхнього права на якісну освіту. Вищі навчальні заклади, що надають послуги перекладача жестової мови в навчальному процесі: НПУ ім. М. П. Драгоманова, НТУУ «Київський політехнічний інститут», ВМУРОЛ «Україна», ДВНЗ «Київський коледж легкої промисловості» (з 1956 року), КНУТД, Національна металургійна академія України та багато інших професійно-технічних та середньо-спеціальних навчальних закладів України.

### Інформаційна
|                                                                                 | Телерадіоорганізації (незалежно від форми власності та відомчого підпорядкування) забезпечують субтитрування або переклад на жестову мову офіційних повідомлень, кіно-, відеофільмів, передач і програм у порядку та на умовах, визначених Кабінетом Міністрів України. |
| — Закон України «Про основи соціальної захищеності інвалідів в Україні», ст. 23 | |

В більшості випадків — це переклад програм телевізійного мовлення. 11 січня 1987 о 21:00 на екранах телевізорів у програмі «Час» Центрального телебачення вперше з'явилвся переклад жестовою мовою, першим перекладачем була Надія Квятковська (м. Москва). Консультантом групи дикторів-перекладачів з 1987 по 2000 р була Є. Ільїна. Із 21 серпня 1991 року передачі з перекладом жестовою мовою були припинені.
В Україні переклад жестовою мовою телевізійних програм був започаткований у 1994 році на телеканалі УТ-2 в програмі «Київська панорама», першими перекладачами ТБ в Україні були Н. Дмитрук, Т. Радченко, Є. Зуєва та Б. Пашутинська. На даний час, на виконання ст. 23 Закону України «Про основи соціальної захищеності інвалідів в Україні», на телеканалах державної та комунальної, та на деяких каналах приватної власності, здійснюється жестовий переклад телевізійного продукту, здебільшого, інформаційного спрямування.

## Кодекс етики
Спільнота глухих України являє собою культурну та лінгвістичну групу, котра має невід'ємне право на повну та рівну комунікацію, на участь в усіх аспектах життя громадськості. Члени спільноти глухих України мають право на інформований вибір і послуги перекладу найвищої якості. Визнання комунікативних прав глухих України є фундаментом Кодексу професійної поведінки (КПП) перекладача жестової мови. Рушійною силою в основі КПП є поняття, що ПЕРЕКЛАДАЧ своїми діями або бездіяльністю НЕ МАЄ НАШКОДИТИ.
До професійних перекладачів жестової мови висуваються ті самі вимоги, що й до професійних усних перекладачів із урахуванням специфіки професійної діяльності.

### Основні принципи
- Конфіденційність — дотримувати норм та стандартів конфіденційності комунікації. Перекладачі обіймають відповідальне становище в своїй ролі лінгвістичних та культурних помічників комунікації. Конфіденційність високо цінується споживачами та важлива для захисту всіх, що причетні до процесу перекладу. В кожній ситуації перекладу (наприклад, освітня, правова, медична, юридична або психологічна сфери) є свої визначені норми конфіденційності. Професійні перекладачі мають знати загальні вимоги цих норм та дотримувати різних рівнів конфіденційності. Винятками конфіденційності є, наприклад, державні закони, які вимагають обов'язкового інформування про зловживання або погрози самогубства, або інформування згідно рішення суду.
- Компетентність — володіти професійними навичками та знаннями, потрібними для певної ситуації перекладу. Перекладачі мають бути обізнаними зі змінами в розвитку мови та тенденціями в професії перекладача, а також в спільноті глухих України. Перекладачі обізнані з культурою та засобами комунікації глухих України. Перекладачі погоджуються на замовлення, враховуючи особисті навички, спосіб комунікації, умови та потреби споживача.
- Поведінка — поводити себе відповідно до певної ситуації перекладу. Перекладачі мають дотримувати належної поведінки та зовнішнього вигляду. Вони уникають конфліктних ситуацій чи конфліктів інтересів.
- Повага до споживачів — демонструвати повагу до споживачів послуг. Перекладачі мають враховувати право споживача на вибір перекладача та характеру перекладу, з урахуванням кваліфікації, доступності або ситуації.
- Повага до колег — демонструвати повагу до колег, молодих спеціалістів та тих, що ще тільки навчаються. Перекладачі мають співпрацювати з колегами задля надання ефективних послуг перекладу. Вони також мають розуміти, що манера їх стосунків з колегами відображається на професії в цілому.
- Етика ділових стосунків — дотримувати принципів етичності в ділових стосунках. Перекладачі мають вести свої справи професійно, чи то в приватній практиці, чи працюючи на агентство або іншу юридичну особу. Професійні перекладачі мають право на матеріальне забезпечення, виходячи з їхньої кваліфікації та компетентності. Перекладачі також мають право на умови праці, що сприяють ефективному наданню послуг.
- Професійний розвиток — брати участь в професійному розвитку. Перекладачі мають сприяти зростанню власної професійної компетентності та підтримувати високий рівень перекладу шляхом постійного розвитку знань та навичок.

## Об'єднання перекладачів
- Всесвітня асоціація перекладачів жестової мови (WASLI, англ. World Association of Sign Language Interpreters)
- Європейський форум перекладачів жестової мови (efsli, англ. European Forum of Sign Language Interpreters)
- Реєстр перекладачів для глухих, США (RID, англ. Registry of Interpreters for the Deaf, Inc.)
- Рада перекладачів жестової мови (РПЖМ, англ. Council of Sign Language Interpreters) — створена в листопаді 2007 року на загальних зборах та за ініціативи перекладачів жестової мови міста Києва та Київської області як консультативно-дорадчий орган Київської організації Українського товариства глухих. Київською організацією УТОГ РПЖМ як орган було офіційно затверджено 15 січня 2008 року.

## Відомі перекладачі України
Наталія Іванюшева

Євдокія Зуєва

Маргарита Матульська

Раїса Щур (Шелест)

Софія (Шерра) Кушнір

Ніна Гольдіна

Єлизавета Сапожнікова (Іцкович)
 
Леся Петрівська

Ігор Бондаренко

Марина Ліферова

Наталія Дмитрук

Тетяна Журкова

Наталія Московець

Наталія Кравцова

Інна Татарінова

Лада Соколюк

## Виноски
1. ↑  ДК 003:2010 Перекладач-дактилолог
2. ↑  ДК 003:2010 Перекладач-дактилолог навчальних закладів
3. ↑  ДК 003:2010 Перекладач жестової мови